# Суринам на Паралимпийских играх
Суринам на Паралимпийских играх впервые принял участие в 2004 году на летних Играх в Афинах (не участвовали в Играх 2020 года). На зимних Играх делегации Суринама участия пока не принимали. Медалей на Играх спортсмены Суринама пока не завоевали.